# Microphysogobio kachekensis
Microphysogobio kachekensis (Tiếng Việt: Cá Đục đanh chấm Hải Nam) là một loài cá chép đặc hữu của Trung Quốc và Việt Nam.